# Inmigración española en Honduras
Se refiere a la cantidad de Hondureños con ascendencia española, Honduras posee una importante comunidad española que se ha diseminado por todo el territorio nacional. Según el Instituto Nacional de Estadística de España en 2009 en Honduras 1.982 ciudadanos españoles y para 2017 subió a 2,888.
Hoy por hoy existen muchos españoles que se benefician de la doble nacionalidad que legalmente se permite entre ambos países.

## Historia

### Época colonial
En marzo de 1524, Gil González Dávila se convirtió en el primer español en arribar a Honduras con propósitos de conquista. Fundó la villa de San Gil de Buena Vista y se internó en territorio hondureño pacificando a los indios, luchando contra los españoles que le disputaban el territorio, así como también; esperanzado en encontrar el desaguadero del lago de Nicaragua.

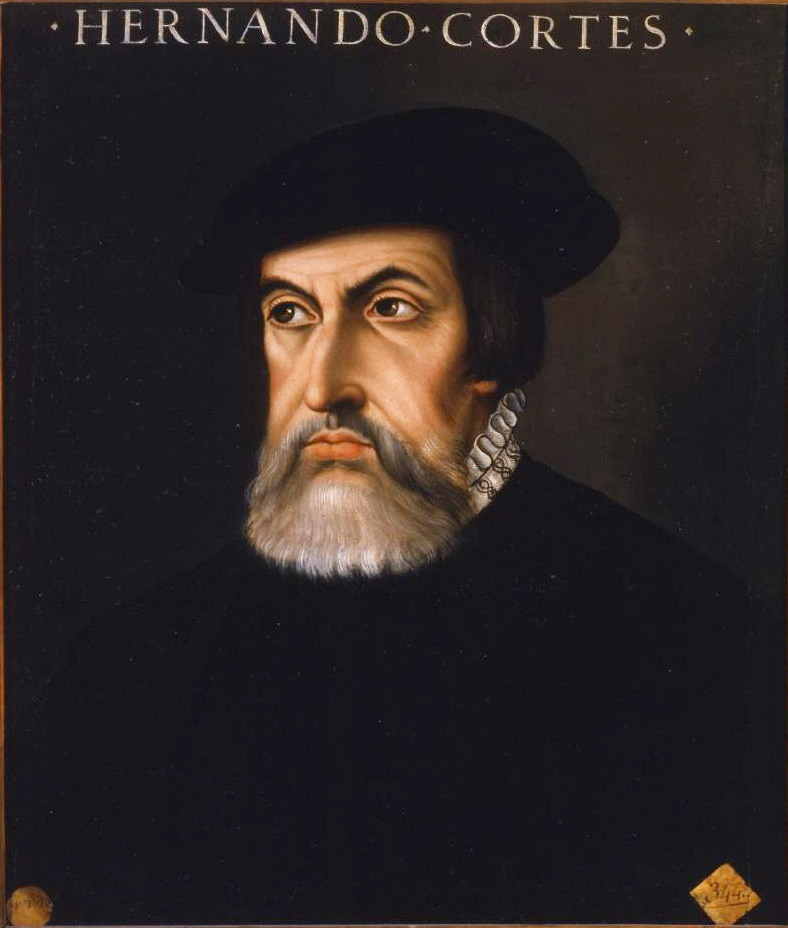
El conquistador Hernán Cortés, desembarca en Honduras tras la caída del imperio Azteca.

Luego Hernán Cortés, movido por los informes que había recibido sobre la gran riqueza del país, envió entonces dos expediciones; una por tierra y otra por mar. Encargó la primera a Pedro de Alvarado y la segunda a Cristóbal de Olid. Pero este último, le traicionó. Por este motivo, Cortés, salió de México a la cabeza de una expedición que duró cerca de dos años y terminó, tras miles de peligros y privaciones, en Trujillo.
Cortés introdujo el ganado y fundó la villa de la Natividad de Nuestra Señora, cerca de Puerto Caballos. Antes de su regreso a México (1526), nombró a Hernando de Saavedra, gobernador de Honduras y dejó instrucciones de darles buen trato a los indígenas.
El 26 de octubre de 1526, Diego López de Salcedo, fue nombrado por el emperador Carlos V como gobernador de Honduras, en substitución de Saavedra. La siguiente década estuvo marcada por las ambiciones personales de los gobernantes y los conquistadores interfiriendo con la organización gubernamental. Los colonos españoles se rebelaron en contra de sus líderes, y los indios se rebelaron contra sus patrones y contra los malos tratos.

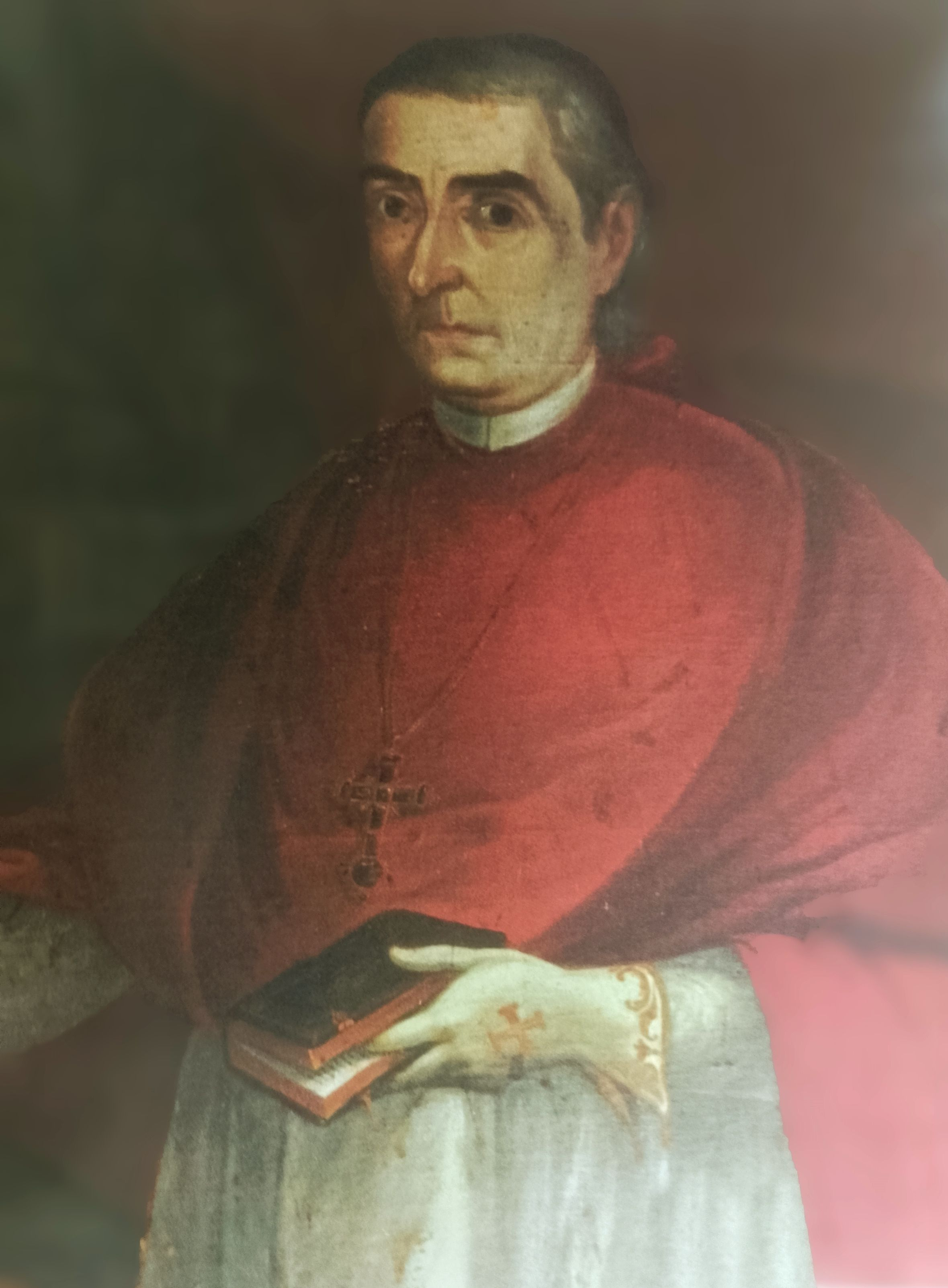
Fray José de Palencia, oriundo de Canarias, fue Obispo de Comayagua y es quien ordenó la construcción e un sistema de acueductos y pilas en el siglo XVIII

Los criollos, fueron los más insistentes de lograr la independencia de Honduras, los hijos de españoles al igual que sucedió en toda la Capitanía general de Guatemala se organizaron para independizar el país tanto del Reino de España como del Virreinato de la Nueva España. Se inicia la reforma liberal para fundamentar las proyecciones del país en cuanto a economía y educación. Para 1801 existían unas 1,512 familias españolas en Honduras, cerca de un 3% del total de la población. 
Los españoles que llegaron a Honduras después de su independencia de España, fueron los catalanes durante la época del comercio hacia Europa en el año de 1820.

### SigloXIX

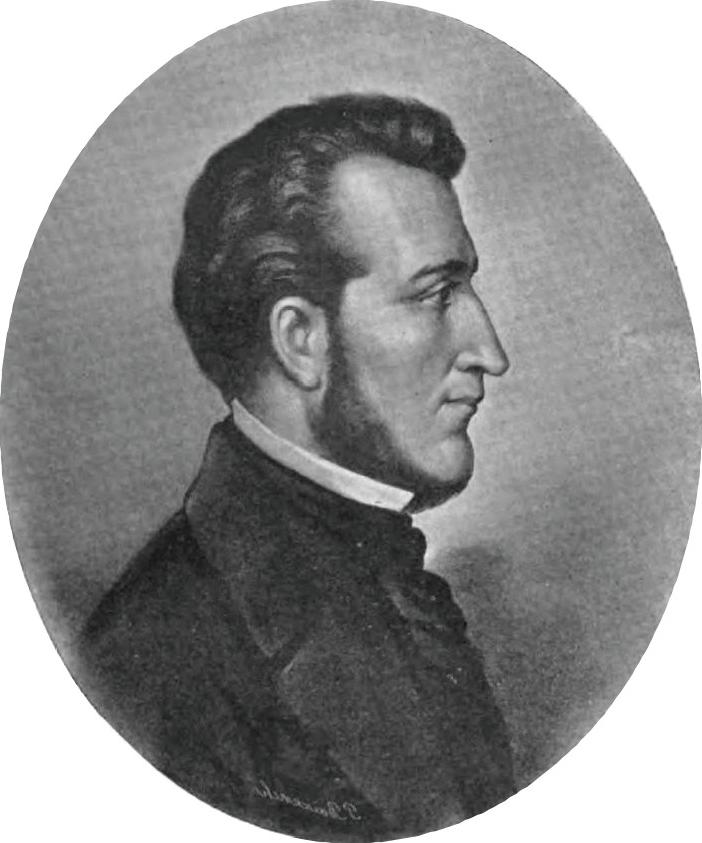
El general Francisco Morazán era un Criollo de ascendencia Corso-española, renunció a su doble nacionalidad tras la independencia de Centroamérica en 1821.

Honduras fue un país que recibió inmigrantes de diversas regiones del mundo, los españoles fueron algunos de ellos que iniciaron la aventura de emprender negocios en zonas rurales como el cultivo de café, banano y azúcar el cual fue exportado hacia España y a otros países europeos, la inversión extranjera en Honduras fue un primer avance sobre la explotación de los recursos naturales y generación de riqueza y empleos, sin embargo, el cacicazgo se apoderó de las fincas y ranchos creando conflictos en el futuro.
Acogiéndose los tratados de reconocimientos de títulos, a finales del siglo XIX y comienzos del XX, y especialmente bajo el impulso del Presidente Luís Bográn, el Doctor Antonio Abad Ramírez y Fernández Fontecha (Cádiz 1855), Cónsul Honorario de España en Tegucigalpa e igualmente Rector de la Universidad Central de la República de Honduras, Presidente de la Academia Científico-Literaria y Presidente del Consejo Supremo de Instrucción Pública, organizó "misiones culturales" con la finalidad de contratar artistas y docentes españoles a través de una inmigración ordenada de profesionales.

### Actualidad
La inmigración española en Honduras está amparada por el Convenio Hispano-hondureño de cooperación social, el cual recoge -entre otras cosas- "El principio de igualdad y reciprocidad en materia laboral, de forma que los españoles y hondureños que trabajen por cuenta ajena en Honduras o España, respectivamente, gocen de los mismos derechos laborales que los nacionales correspondientes, luego de haber sido acreditados como tales trabajadores por los organismos competentes en ambos países", y que sentó igualmente las bases para la actual cooperación para el desarrollo entre España y Honduras. Lo cual es igualmente, coherente con el Tratado de Paz y Amistad, que estableció en su artículo 5º que "los naturales de cualquiera de los dos Estados gozarán en el otro de cuantos privilegios hayan sido concedidos o se concedan a los ciudadanos de la Nación más favorecida, con excepción de las de Centro América".
Desde 1996, está igualmente en vigor un Tratado de Doble Nacionalidad entre el Estado Español y la República de Honduras, que compatibiliza ambas nacionalidades. La Ley de Memoria Histórica de España ha permitido igualmente que gran cantidad de hondureños de origen español recuperen la nacionalidad de origen. Unos 89,000 Hondureños son descendientes directos de inmigrantes españoles. 

## Cultura española en Honduras

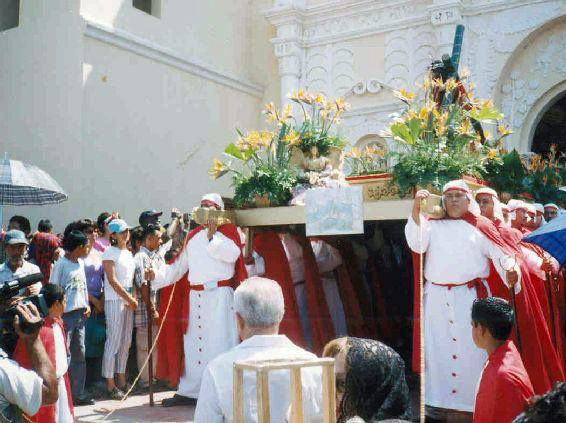
La Semana Santa, en la ciudad de Comayagua.

La lengua castellana es la mayor aportación a la cultura hondureña, de periodo colonial a la fecha es el principal vínculo cultural con el Reino de España y esta república centroamericana. varios aspectos de la cocina Española fueron introducidos al país como los embutidos, el arroz, y la res. De ahí derivan platillos Hondureños como el arroz con pollo y los chorizos indios. 
La Semana Santa es parte de la herencia española de los hondureños, una manifestación religiosa y laica que ha permanecido desde tiempos coloniales hasta nuestros días.
En los años 50, españoles residentes en Honduras y antiguos estudiantes hondureños en España crearon el Instituto Hondureño de Cultura Hispánica. La colectividad española participar activamente desde hace décadas en el Festival Folclórico Internacional de San Pedro Sula.
Igualmente, desde mediados del 2007, Honduras cuenta con un Centro Cultural de España en Tegucigalpa.

## Comunidades españolas[16]

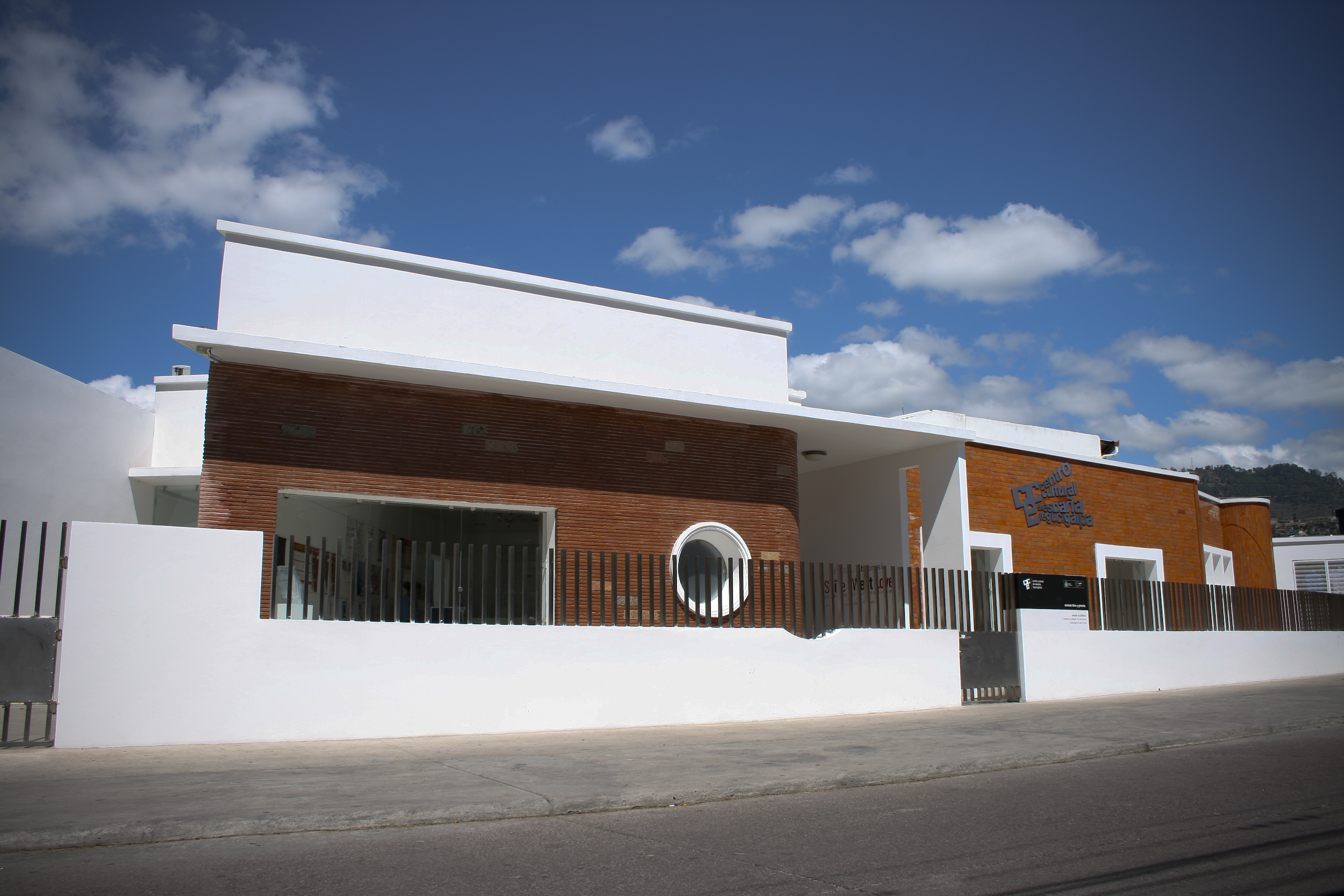
El Centro Cultural de España en Tegucigalpa - CCET.

La ciudad con mayor población española en el país es San Pedro Sula, punto principal para el inicio de proyectos de inversión e industria con empresas europeas, estadounidenses y latinoamericanas.
- Associació catalana d'Hondures, San Pedro Sula[18]
- Sociedad española de San Pedro Sula
- Activa durante años, la Casa de España en Tegucigalpa, es actualmente inoperante.
- Sociedad Española de Beneficencia y Cultura de Atlántida.
- Sección Territorial de Comisiones Obreras en Honduras.[19]

Tras la creación de los Consejos de Residentes en Guatemala y Nicaragua, Honduras es uno de los últimos países de la región sin contar con su propio Consejo.
Durante los trabajos de reconstrucción tras el huracán Mitch, la red de asociaciones de españoles, ONGDs y dependencias de la Embajada de España, organizaron la distribución a nivel nacional de la Ayuda de Emergencia de España.

## Relaciones diplomáticas de España en Honduras
La embajada de España en Honduras no solo se encarga de proteger a los ciudadanos españoles que residen en el país de manera temporal o definitiva; también, a través de varias organizaciones civiles se ha solidarizado con programas para luchar en contra de la pobreza y desnutrición en infantes hondureños, así como proyectos de rescate del patrimonio cultural.

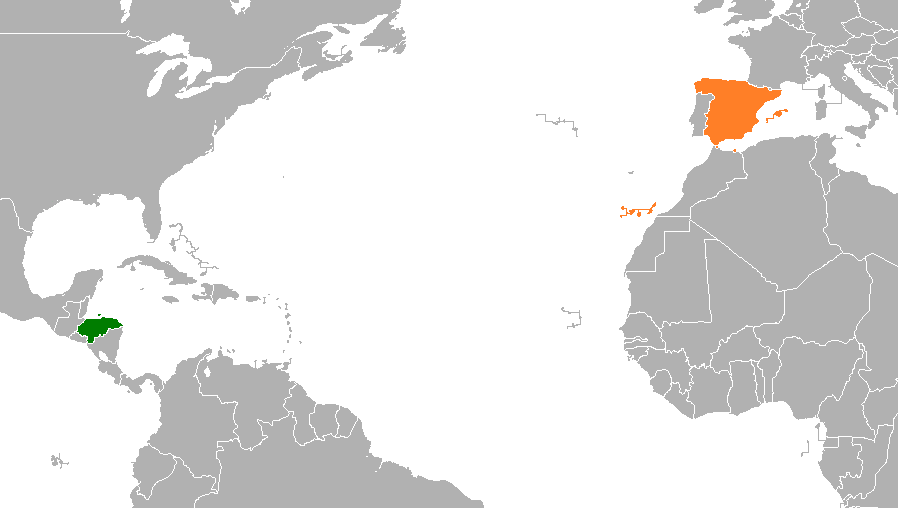
Actualmente Honduras goza de buena relaciona diplomática con España.

- Biblioteca Reina Sofía en Tegucigalpa.
- Embajada de España en Tegucigalpa.
- Consulado Honorario en San Pedro Sula.
- Oficina Técnica de Cooperación
- Oficina Económica y Comercial.
- Centro Cultural de España
- Oficina de Proyectos de la Agencia Andaluza de Cooperación Internacional para el Desarrollo.
- Cámara Oficial Española de Comercio en Honduras.
- La Cooperación Española cuenta igualmente con Oficinas Regionales de Proyectos en Santa Rosa de Copán, La Ceiba y San Lorenzo.

## Crecimiento de la población española en Honduras
- 1877 existían 77 inmigrantes españoles.
- 1910 existían 196 inmigrantes españoles.
- 1926 existían 464 inmigrantes españoles.
- 1930 existían 643 inmigrantes españoles.
- 1935 existían 726 inmigrantes españoles.
- 1945 existían 589 inmigrantes españoles.[22]

En el año 2013 el censo oficial de los extranjeros nacionalizados hondureños fue de 29,000 personas, de los cuales 23,577 eran de países del continente americano, más de 3,000 de países de Europa, 56 de países de África, 19 de países de Oceanía y 2,603 provenientes de Asia, de los cuales 1,415 son chinos.

## Aporte genético
El estudio Admixture and genetic relationships of Mexican Mestizos regarding Latin American and Caribbean populations based on 13 CODIS-STRs encontró que la mezcla genética de algunos países centroamericanos era la siguiente:
| País        | Aporte europeo | Aporte africano | Aporte amerindio |
| ----------- | -------------- | --------------- | ---------------- |
| Costa Rica  | 63,8%          | 6,2%            | 29,9%            |
| El Salvador | 51,7%          | 6,3%            | 42%              |
| Guatemala   | 40,9%          | 2,6%            | 56,4%            |
| Honduras    | 58,4%          | 5,4%            | 36,2%            |
| Nicaragua   | 52,1%          | 13,6%           | 34,3%            |

Un estudio realizada sobre muestras generales y de garífunas de la costa Caribe de Honduras, mostró los siguientes resultados:
| Población | Aporte europeo | Aporte africano | Aporte amerindio |
| --------- | -------------- | --------------- | ---------------- |
| Honduras  | 58,4%          | 5,4%            | 36,2%            |
| Garífunas | 26,0%          | 62,0%           | 12,0%            |